# Ted van der Parre
Ted van der Parre (Amsterdam, 21 settembre 1955) è un strongman olandese che ha vinto il torneo World's Strongest Man nel 1992 ed è arrivato quarto nel 1991.
Ha anche partecipato nel 1994 ma è finito ottavo, a causa di un infortunio. Ha vinto dei concorsi di forza nei Paesi Bassi nel 1991, 1992, 1994. Nonostante abbia vinto il World's strongest man solo una volta, viene considerato l'uomo più forte della storia, per il suo peso (159 kg), la sua altezza (213 cm, la più alta nella storia del World's Strongest Man) e il suo IMC, ovvero la misurazione del suo grasso corporeo (35, la più bassa della storia del World's Strongest Man, il che significa che pesava più per i suoi muscoli che per il suo grasso.

## Riconoscimenti e vittorie
- 1º posto "Uomo più forte dei Paesi Bassi" (1991)
- 4º posto "World's Strongest Man" (1991)
- 1º posto "Uomo più forte dei Paesi Bassi" (1992)
- 1º posto "World's Strongest Man" (1992)
- 1º posto "Uomo più forte dei Paesi Bassi" (1994)
- 8º posto "World's Strongest man" (1994) (infortunato)